# Pteroloma
Pteroloma — род жесткокрылых семейства агиртиды.

## Описание
Мертвоеды маленьких размеров. Форма тела напоминает жужелиц рода Nebria. Верхняя часть тела имеет глянцево-блестящий окрас. Надкрылья в бороздках с крупными точками. Переднеспинка имеет три ямки на основании. Голова с двумя глазками.

## Виды
Некоторые виды рода:
- Pteroloma altaicum Nikolajev, 1989
- Pteroloma forsstromii (Gyllenhal, 1810)
- Pteroloma nigromontanum Lafer, 2002
- Pteroloma sibiricum Székessy, 1935